# Denys Monastyrs'kyj
Denys Anatolijovyč Monastyrs'kyj (in ucraino Денис Анатолійович Монастирський?; Chmel'nyc'kyj, 12 giugno 1980 – Brovary, 18 gennaio 2023) è stato un politico ucraino, dal 16 luglio 2021 Ministro degli affari interni.

## Biografia
Nato a Chmel'nyc'kyj, si laureò presso la Facoltà di legge della locale Università di Management e Legge. Successivamente studiò presso l'Istituto Korecky dell'Accademia nazionale delle Scienze dell'Ucraina.
Dopo aver lavorato come avvocato si candidò alle elezioni parlamentari del 2019 nelle file del partito Servitore del Popolo, venendo eletto nella IX legislatura della Verchovna Rada. In parlamento presiedette la Commissione parlamentare sulle forze dell'ordine.
In seguito alle dimissioni di Arsen Avakov dalla carica di Ministro degli affari interni Monastyrs'kyj fu proposto come suo successore e la sua nomina fu poi approvata dalla Verchovna Rada con 271 voti favorevoli.
Il 18 gennaio 2023, Monastyrs'kyj è rimasto ucciso in un incidente in elicottero a Brovary, un sobborgo di Kiev. Con lui sono morti il viceministro Jevhenij Jenin e il segretario di Stato del Ministero degli Affari interni Jurij Lubkovyč. Aveva due figli.